# Arnaldo Gutiérrez Hernández
Arnaldo Gutiérrez Hernández (Ojinaga, 1920 - Chihuahua, 1984) fue un político mexicano, miembro del Partido Revolucionario Institucional. Fue diputado en dos ocasiones y senador de la República.

## Biografía
Arnaldo Gutiérrez Hernández desarrolló su carrera política como líder de la Liga de Comunidades Agrarias y Sindicatos Campesinos en el estado de Chihuahua, parte de la Confederación Nacional Campesina; miembro de la campaña y del gobierno de Teófilo Borunda, fue elegido diputado federal por el IV Distrito Electoral Federal de Chihuahua a la XLIV Legislatura de 1958 a 1961 y por el V Distrito Electoral Federal de Chihuahua a la XLVI Legislatura de 1964 a 1967; en 1970 fue elegido Senador por Chihuahua para el periodo que concluyó en 1976.
En 1974 y en 1980 se le mencionó como probable candidato del PRI a la gubernatura de Chihuahua sin que pudiera llegar a concretar sus aspiraciones y aun cuando en esos momentos era el precandidato con mayor aceptación al interior de su partido tal y como lo señalaron en ese momento los medios de comunicación.
Arnaldo Gutérrez Hernández murió en la Ciudad de Chihuahua el 24 de diciembre de 1984.